# قسمت (فیلم ۲۰۰۴)
تقدیر (به هندی: Kismat) یا قسمت فیلمی است محصول سال ۲۰۰۴ و به کارگردانی گودو دانوآ است. در این فیلم بازیگرانی همچون بابی دئول، پریانکا چوپرا، کبیر بدی، اشیش ویدیارتی ایفای نقش کرده‌اند.